# 숀 모리만도
숀 피터 모리만도(Shawn Peter Morimando, 1992년 11월 20일 ~ )는 미국의 야구 선수이자, 현 중화 직업봉구 대연맹 중신 브라더스의 투수이다.

## 미국 프로야구 시절
2016년에 클리블랜드 인디언스에 입단하였다.

## 대만 프로야구 시절
2021년에 중신 브라더스에 입단하였다.

## 한국 프로야구 시절

### SSG 랜더스시절
2022년 7월 12일에 이반 노바를 대체할 외국인 투수로 영입되었다. 2022년 시즌 후 재계약에 실패했다.

## 대만 프로야구 복귀
2023년에 중신 브라더스에 복귀하였다.